# Relazioni internazionali del Sudan del Sud
Diversi stati hanno annunciato di voler riconoscere l'indipendenza del Sudan del Sud. Il Sudan ha dichiarato il proprio intento di aprire un'ambasciata a Giuba insieme ad alcuni paesi limitrofi, come Uganda e Kenya. L'Egitto ha annunciato l'intenzione di essere la seconda nazione a riconoscerne la piena indipendenza, ed intende convertire il proprio consolato nella nuova capitale in una rappresentanza diplomatica. Il Regno Unito ha pianificato di aprire un'ambasciata nel Sudan del Sud, allo stesso modo di altri nove stati membri dell'Unione europea. Tutti e cinque i membri permanenti del Consiglio di Sicurezza delle Nazioni Unite hanno confermato il proprio riconoscimento della nazione africana.

## Nazioni che hanno annunciato l'intenzione di riconoscere il Sudan del Sud prima dell'indipendenza

### Stati sovrani
- Albania[4]
- Arabia Saudita[5]
- Armenia[6]
- Australia[7]
- Austria[8] membro UE
- Canada[9]
- Cina[10] membro permanente UNSC
- Corea del Sud[11]
- Danimarca[12] membro UE
- Egitto[2]
- Emirati Arabi Uniti[13]
- Estonia[14] membro UE
- Finlandia[15] membro UE

Verde: nazioni che hanno annunciato l'intenzione di riconoscere il Sudan del Sud. Rosso: paesi contrari all'indipendenza.

- Francia[16] membro permanente UNSC e membro UE
- Germania[17] membro UE
- Giordania[18]
- India[19]
- Israele[20]
- Italia[21] membro UE
- Kenya[22]
- Libia[23]
- Malawi[24]
- Norvegia[25]
- Paesi Bassi[26] membro UE (governo transitorio)
- Regno Unito[27] membro permanente UNSC e membro UE
- Russia[28] membro permanente UNSC
- Spagna[29] membro UE
- Stati Uniti[30] membro permanente UNSC
- Sudafrica[31]
- Sudan[1]
- Svizzera[32]
- Tunisia[33]
- Turchia[34]
- Uganda[35]
- Vietnam[36] membro ASEAN
- Zambia[37]

### Organizzazioni internazionali
- Nazioni Unite
- Unione Africana[38]